# Matija Čakš
Matija Čakš, slovenski veterinar in politik; * 10. april 1985, Celje. 
Je trenutni župan Občine Šmarje pri Jelšah.

## Življenjepis
Po opravljeni celjski osnovni šoli Frana Roša, se je vpisal na Gimnazijo Lava v Celju. Po maturi se je vpisal na Veterinarsko fakulteto Univerze v Ljubljani, kjer je bil odlikovan kot najuspešnejši študent 5. letnika v generaciji. Veterinarsko se je izpopolnjeval v več veterinah v Sloveniji, poleg tega pa tudi v Belgiji in na zasebni kliniki dr. Williama Johnsona v Združenih državah Amerike. Leta 2010 je postal doktor veterinarske medicine ter se zaposlil v Veterinarskem centru Kropec v Rogaški Slatini. Leta 2018 je pridobil naziv specialist bujatrike ter na evropskem kongresu bujatrikov nastopil s predavanjem »An outbreak of respiratory disease complex in beef cattle herds in Posotelje, Slovenia“ ("Izbruh kompleksa bolezni dihal pri čredah goveda v Posoteljeju, Slovenija"). Je tudi član Upravnega odbora in Sveta Kmetijsko-gozdarske zbornice Slovenije.

### Župan Občine Šmarje pri Jelšah
S podporo volivcev je nastopil na lokalnih volitvah 2018. Med petimi kandidati v prvem krogu prejel največ, 40,97 % glasov, zmagal je tudi v drugem krogu, ko je zanj glasovalo 67,34 % volivcev.

### Zasebno
Je poročen oče treh otrok. Ukvarja se s športom.